# Organizzazione del partito e letteratura del partito
Organizzazione del partito e letteratura del partito (in russo Партийная организация и партийная литература?, Partiijnaja organizacija i partiijnaja literatura), o solamente Organizzazione e letteratura del partito, articolo di Vladimir Lenin. Fu pubblicato per la prima volta nel quotidiano "Novaja žizn'" del 13 novembre 1905 con lo pseudonimo di N. Lenin.
Una nota proposizione di questo articolo:
Allo stesso tempo, Lenin distingue tra il concetto di letteratura di partito, come sua proprietà inalienabile in una società di classe, e letteratura di Partito, come letteratura che esprime le opinioni di una particolare organizzazione politica. Lenin sottolinea che è la letteratura di Partito, e non la letteratura in generale, che dovrebbe essere “sottomessa al controllo del partito. Ognuno è libero di scrivere e dire quello che vuole, senza la minima restrizione. Ma ogni sindacato libero (compreso il Partito) è anche libero di espellere quei membri che usano la ditta del Partito per predicare opinioni contrarie al Partito.